# Ophthalmolebias
Ophthalmolebias é um gênero de peixes anuais da família dos Rivulídeos que já foi considerado um subgênero de Simpsonichthys, posteriormente elevado à categoria de gênero por meio de análises e comparações morfológicas e genéticas.

## Características
Uma das características mais marcantes deste gênero é a presença de faixas alternadas entre as cores castanho-avermelhada.

## Espécies
Esse gênero é composto por 6 espécies atualmente:
- Ophthalmolebias bokermanni
- Ophthalmolebias constanciae
- Ophthalmolebias ilheusensis
- Ophthalmolebias perpendicularis
- Ophthalmolebias rosaceus
- Ophthalmolebias suzarti[3]